# أبو أغوغو
أبو اغوغو (بالإنجليزية: Abu Ogogo) لاعب كرة قدم إنجليزي يلعب حاليا لبارنيت الإنجليزي معارا من نادي آرسنال.

## روابط خارجية
- أبو أغوغو على موقع قاعدة بيانات كرة القدم.إي يو (الإنجليزية)
- أبو أغوغو على موقع Soccerbase.com (لاعب) (الإنجليزية)
- أبو أغوغو على موقع Soccerway.com (الإنجليزية)
- أبو أغوغو على موقع عالم كرة القدم.نت (الإنجليزية)